# Dymo Piškula
Dymo Piškula (* 1966) je jihomoravský místní politik, v letech 2002–2010 starosta města Břeclav za místní hnutí Pro Region. V krajských volbách roku 2008 byl lídrem jihomoravské kandidátky SNK-ED, strana však ve volbách neuspěla.
Výrazně se angažoval ohledně moravské identity Břeclavi, nechal na radnici vyvěšovat moravskou vlajku a za jeho působení zde vznikly pomníky připomínající velkomoravskou historii nebo busta J. A. Komenského akcentující jeho moravský původ. Zasadil se také o sloučení břeclavských fotbalových klubů Slovan Břeclav a Tatran Poštorná do MSK Břeclav, jehož se později stal na dva roky (2016–2018) předsedou.
V době, kdy končilo jeho druhé funkční období břeclavského starosty, vydal Piškula pod pseudonymem David G. Kamenný drobnou básnickou sbírku Čekání na den lásky (2010). To vyvolalo kontroverze jak ohledně ceny za tisk, tak vzhledem k faktu, že většinu nákladu skoupila samotná radnice, která je pak rozdávala darem. Díky tomu se Piškula stal momentálně nejprodávanějším českým básníkem, avšak samotný obsah byl kritikou hodnocen nevalně.